# Welcome to the Punch
Welcome to the Punch es un thriller de acción británico lanzado el 15 de marzo de 2013 por Momentum Pictures en el Reino Unido e Irlanda. Escrito por Eran Creevy, el guion había sido incluido en la Brit List de 2010, una lista compilada de películas de la industria de los mejores guiones no producidos en el cine británico. Con siete votos, la película fue galardonada con el tercer lugar. La película está dirigida por Creevy, protagonizada por James McAvoy, Mark Strong, y Andrea Riseborough.

## Sinopsis
Welcome to the Punch relata la historia del excriminal islandés Jacob Sternwood (Strong), que sale de su escondite en un esfuerzo por salvar a su hijo cuando un atraco sale mal. Sternwood es el hombre que el detective londinense Max Lewinsky (McAvoy) siempre ha perseguido. Durante su juego de "el gato y el ratón", los dos se hacen aliados improbables, trabajando juntos para exponer una conspiración más profunda.

## Reparto
- James McAvoy como Max Lewinsky.
- Mark Strong como Jacob Sternwood.
- Andrea Riseborough como Sarah Hawks.
- Elyes Gabel como Ruan Sternwood.
- Peter Mullan como Roy Edwards.
- David Morrissey como Thomas Geiger.
- Daniel Kaluuya como Juka Ogadowa
- Daniel Mays como Nathan Bartnick.
- Johnny Harris como Dean Warns.
- Dannielle Brent como Karen Edwards.
- Jason Flemyng como Harvey Crown.
- Ruth Sheen como Nan.

## Producción
La película fue producida por Ben Pugh y Rory Aitken de Between the Eyes, que también produjeron el primer largometraje de Eran Creevy Shifty. Brian Kavanaugh-Jones también se desempeñó como productor en la película con Worldview Entertainment. Ridley Scott y Liza Marshall Scott actuaron como productores ejecutivos sin cobrar. El rodaje tuvo lugar sobre todo en Londres, a partir del 28 de julio. Algunas de las escenas interiores y exteriores se rodaron en el London College of Communication en Elephant and Castle en agosto de 2011. City of Westminster College Campus Paddington Green se utilizó para la escena de la conferencia de prensa.

## Lanzamiento
Welcome to the Punch se estrenó en el Festival de Cine de Glasgow. Se estrenó en tercer lugar en el Reino Unido el 15 de marzo de 2013, donde ganó un total  de $ 692 000 (£ 460 000) en 370 salas de cine en su primer fin de semana. En 2012, la CFI Films compró los derechos de distribución para Estados Unidos, y se abrieron el 27 de marzo de 2013, donde se recaudó $9,75 millones a nivel nacional. En julio de 2013 Fue lanzado en video casero en el Reino Unido.

## Recepción
La película recibió una recepción mixta. Rotten Tomatoes tuvo 48 críticos de los cuales el 50 % dieron críticas positivas, con una puntuación media de 5,6. El sitio describe la película como "un poco más profunda y reflexiva que la mayoría de los dramas policiales - pero no lo suficiente para superar sus personajes finamente escritos y violencia adormecedora". En Metacritic, la película tiene una calificación de 49 sobre 100, lo que indica "críticas mixtas o promedio" basado en 16 críticos.